# El vuelo de los dragones
El vuelo de los dragones es un libro escrito por  Peter Dickinson en 1979 y una película de animación dirigida y producida por Jules Bass y Arthur Rankin, Jr. en 1982. El libro es un tratado especulativo de historia natural sobre los dragones. En cambio, a pesar de tomar ciertos elementos de este, la película está principalmente basada en la novela The Dragon and the George, escrita por Gordon R. Dickson en 1976, y muestra las aventuras de Peter Dickinson, un joven científico y escritor, que se ve involucrado en la lucha por salvar el «mundo de la magia» de su fin, promovido por el escepticismo imperante en el mundo real.

## Argumento
En un mundo dominado por la magia, criaturas de todo tipo conviven con los humanos. Estos parecen haber perdido el respeto por su mundo, y como consecuencia, los magos ven sus poderes mermados. Los 4 hermanos magos se reúnen para decidir su futuro. El Mago Rojo Omadón, se opone a sus hermanos, y los otros, Verde, Azul y Amarillo, deciden hacer una campaña para recuperar la corona mágica de su hermano y así poder salvar su mundo. Para ello buscan la ayuda de la Antigüedad, quien les ordena buscar en el mundo del futuro a un joven soñador que pasa sus días hablando de dragones. El mago Verde, Carolinus, sale en su búsqueda y lo lleva consigo al mundo mágico, dónde le esperan sus compañeros de viaje: un Caballero, un joven dragón y un lobo parlante, aunque antes de poder partir, el mago Rojo envía a su propio dragón, Briagh, a asesinar al escritor, y, aunque no lo consigue, este es transportado por accidente al cuerpo del joven dragón verde, Golpe-Zas. A partir de ese momento se les une otro dragón, Smrgol, un veterano que enseña a su compañero lo que debe saber acerca de ser dragón. Sin tiempo que perder se embarcan en la búsqueda de la corona roja, y en el viaje encontrarán nuevas amistades, se enfrentarán a criaturas malvadas y desafiarán a Omadón para recuperar su mundo y salvar así a las criaturas mágicas que habitan en él.

## Personajes principales
A continuación se describe brevemente a los personajes principales y se nombra a los actores del doblaje en inglés y español, mostrando tanto el doblaje de Latinoamérica como el de España. 

### Reparto latino
| Personaje                         | Actor original     | Actor de doblaje      |
| --------------------------------- | ------------------ | --------------------- |
| Peter Dickenson                   | John Ritter        | Eduardo Tejedo        |
| Carolinus                         | Harry Morgan       | Eduardo Alcaraz       |
| Princesa Melisande                | Alexandra Stoddart | Ariadna Rivas         |
| Ommadon                           | James Earl Jones   | Maynardo Zavala       |
| Smrgol                            | James Gregory      | Eduardo Liñán         |
| Golpezas                          | Cosie Costa        | Jorge Sánchez Fogarty |
| Sir Orin Neville Smythe           | Bob McFadden       | Sergio Barrios        |
| Aragh                             | Victor Buono       | Álvaro Tarcicio       |
| Danielle de los bosques           | Nellie Bellflower  | Patricia Martínez     |
| El prestamista                    | Larry Storch       | ¿?                    |
| Giles de las copas de los árboles | Don Messick        | José María Iglesias   |
| La Antigüedad                     | Paul Frees         | Narciso Busquets      |
| Posadero                          | ¿?                 | Esteban Siller        |

### Magos
Carolinus
Actores de voz: Francisco Sánchez (en español), Harry Morgan (en inglés)
Solarius
Actores de voz: José Guardiola (en español), desconocido (en inglés)
Lo Tae Zhao
Actores de voz: Javier Dotú (en español), Don Messick (en inglés)
Ommadon
Actores de voz: Teófilo Martínez (en español), James Earl Jones (en inglés)

### Humanos
Peter Dickenson
Actores de voz: Juan Antonio Castro (en español), John Ritter (en inglés)
Sir Orin Neville Smythe
Actores de voz: Héctor Cantolla (en español), Robert McFadden (en inglés)
Princesa Melisande
Actores de voz: Delia Luna (en español), Alexandra Stoddart (en inglés)
Danielle de los bosques
Actores de voz: Ana María Saizar (en español), Nellie Bellflower (en inglés)
Giles de los bosques
Actores de voz: Julio Núñez (en español), Don Messick (en inglés)

### Bestias
Smrgol
Actores de voz: Ramón Langa (en español), James Gregory (en inglés)
Gorbash (Golpezas en Latinoamérica)
Actores de voz: Juan Miguel Cuesta (en español), Cosie Costa (en inglés)
Bryagh (Dragón de Ommadon)
Shen Tsu (Dragón de Lo Tae Zhao)
Lunarian (Dragón de Solarius)
Arak/Aragh (Lobo)
Actores de voz: Estanis González (en español), Victor Buono (en inglés)

## Película

### Banda sonora
La banda sonora fue compuesta, arreglada y dirigida por Maury Laws, colaborador habitual de Rankin/Bass. El tema principal de la película, también denominado "The flight of dragons", fue escrito por Jules Bass y Laws e interpretado por Don McLean, especialmente conocido por su canción de 1971, American pie.